# ギターよ、教えてくれ
「ギターよ、教えてくれ」（ぎたーよ、おしえてくれ、Guitarra dímelo, tú）は、アタウアルパ・ユパンキ作詞作曲のフォルクローレ。

## 概要
アルゼンチンのフォルクローレ第一人者のアタウアルパ・ユパンキの有名な曲の一つである。『ギターよ言っておくれ』という日本語題名もある。
作詞作曲者本人の自作自演がよく聴かれるが、同じアルゼンチンのメルセデス・ソーサの歌唱も有名である。多くの歌手のカヴァーもある。
YouTubeでも、日本のライブハウス録音も含め、いくつかアップロードされている。

## カヴァー
アルゼンチン
- アタウアルパ・ユパンキ　Atahualpa Yupanqui
- メルセデス・ソーサ　Merdes Sosa
- グラシェラ・スサーナ　Graciela Susana

日本
- 月田秀子